# Имаготерапия
Имаготерапия — разновидность психотерапии, при которой главным средством достижения терапевтического эффекта является развитие и обогащение личности пациента путём активизации творческой активности пациента или группы пациентов. В процессе имаготерапии используются технические приёмы возрастающей сложности: пересказ прозаического литературного произведения, пересказ и драматизация народной сказки, театрализация рассказа, участие пациента в воспроизведении фрагментов драматических произведений, выступление в спектакле. Данный вид терапии применяется так же в детской и подростковой психотерапии. Основоположником имаготерапии принято считать И. Е. Вольперта (1972).